# Dian Hanson
Dian Hanson, née en 1951 dans l'état de Washington, est l'éditrice responsable des Sexy Books chez Taschen GmbH. Elle vit à Los Angeles et travaille entre cette ville, Cologne et Berlin.

## Biographie
Elle participe à la création, dans les années 1970, du journal pornographique Puritan.
De 1976 à 2001, elle a dirigé différents magazines masculins parmi lesquels OUI, Juggs, Outlaw Biker et Leg Show.
En 2001 elle prend la tête des Sexy Books de Taschen.
Parmi les plus de 60 ouvrages qu'elle a signés chez cet éditeur, on peut citer The Art of Pin-up et Psychedelic Sex.